# Pioneer P-1
Pioneer P-1  (chiamata anche Atlas-Able 4A, Pioneer W ) fu una missione fallita del programma Pioneer della NASA. Il progetto prevedeva il lancio di un satellite artificiale, consistente in una sfera da inviare nello spazio con un lanciatore Atlas-C, da porre in orbita lunare per effettuare rilevamenti scientifici della Luna.
La sonda, uguale alle successive Pioneer P-3, P-30 e P-31 era una sfera di 1 metro di diametro, con annesso un sistema di propulsione per consentirne le variazioni di orbita. Aveva una massa totale di 25,3 kg e,con l'unità di propulsione, di 88,4 kg. Era dotata di 4 pannelli solari di 60 x 60 cm, con 2.200 cellule fotovoltaiche e di un sistema di stabilizzazione giroscopico. Era equipaggiata con una telecamera per riprendere immagini della superficie lunare e con altri sensori per determinare la massa lunare, la topografia dei poli lunari e per studiare i micrometeoriti, le radiazioni e i campi magnetici nelle vicinanze della Luna.
Il giorno del lancio, il 24 settembre 1959, mentre si trovava sulla rampa di lancio a Cape Canaveral, durante le prove statiche, fu distrutta da un'esplosione.